# Lasserian de Devenish
Lasserian de Devenish, appelé Mo Laisse (saint Lasserian en gaélique irlandais), mort vers 564, est compté parmi les Douze apôtres de l'Irlande. Il ne faut pas le confondre avec l'un des cinq autres saints appelés saint Lasserian. Fête le 12 septembre.

## Vie
Il est réputé être le frère d’Óengus mac Nad Froích, le premier roi chrétien de Munster et on l'appelait « Lasserian mac Nadfraech ». Il fonde le monastère de Devenish sur une île du Lough Erne dans le comté de Fermanagh. 